# Andrzej Kuś
Andrzej Kuś (ur. 6 listopada 1940 w Rzeszowie, zm. 16 października 2008 tamże) – alpinista, taternik, tłumacz, projektant, wykładowca języków obcych.

## Życiorys
Urodził się w rodzinie profesora gimnazjalnego Andrzeja Kusia, działacza PSL „Piast” w czasie międzywojennym, i Jadwigi z d. Rusin, brat profesora nauk technicznych, konstruktora i inżyniera Stanisława Kusia.
Szkołę średnią ukończył w Rzeszowie, tytuł magistra inżyniera mechanika uzyskał na Politechnice Warszawskiej w 1963 roku.
Od najmłodszych lat interesował się sportem, co zaowocowało tym, że w okresie studenckim odbył pełne szkolenie taternickie, zaliczając większość trudniejszych wejść w Tatrach, a we wrześniu 1965 z Robinem Pragerem poprowadził nową drogę na Raptawickiej Turni. Dokonał pierwszego przejścia zimowego na wschodniej ścianie Ponad Staw Turni (1966). Wspinał się w górach Wielkiej Brytanii, Alpach francuskich i austriackich. W trakcie wyprawy w góry wschodniej Turcji w r. 1967 poprowadził (wraz z Andrzejem Mrozem) nadzwyczaj trudne i do dziś wysoko notowane drogi na zachodniej ścianie Geliashin i wschodnim Filarze Göl Dagh w masywie Cilo. Był na Olimpie, Araracie i Demawendzie.
Należał do Klubu Wysokogórskiego w Warszawie, w latach 1969–1972 pełnił funkcję sekretarza generalnego. Z ramienia Klubu na licznych obozach zimowych w Tatrach Słowackich przygotowywał wyprawy w najwyższe góry świata.
Wszedł w skład I polskiej wyprawy w Karakorum w 1969 r. – była to wyprawa rekonesansowa przed zaplanowaną na dwa lata później wyprawą na najwyższy w historii polskiego alpinizmu, wówczas jeszcze niezdobyty Kunyang Chhish (7852 m n.p.m.). Podczas rekonesansu w Karakorum zdobył Polan La oraz Malubiting Północny (6843 m n.p.m., w składzie: Andrzej Kuś, Zygmunt Andrzej Heinrich, Ryszard Szafirski). W 1971 roku został sekretarzem II polskiej wyprawy w Karakorum (kierownik: Andrzej Zawada).
Biegle znał języki obce: angielski, niemiecki, rosyjski, francuski. Wielokrotnie wykorzystywał ich znajomość jako tłumacz i opiekun zagranicznych grup odwiedzających Tatry, m.in. ekipy Johna Hunta w r. 1965, grupy Greya w 1967, czwórki Boardmana w 1976 r. W 1965 wspinał się z Johnem Huntem, późniejszym lordem, z którym nawiązał trwającą wiele lat przyjaźń. Sprawozdania z wypraw publikował w „Taterniku”, „Alpine Journal”, „Himalayan Journal”, „Der Bergkamerad”, jest autorem 2 rozdziałów w książce Ostatni atak na Kunyang Chhish. Prowadził szkolenia wspinaczkowe dla grup komandosów w Tatrach i skałkach podkrakowskich.
W latach 80. przeniósł się z Warszawy do rodzinnego Rzeszowa, gdzie nadal działał jako znakarz szlaków turystycznych i przewodnik po Rzeszowszczyźnie. Organizował liczne wycieczki i prelekcje, był jednym z założycieli Rzeszowskiego Klubu Wysokogórskiego, a także pomysłodawcą i współorganizatorem zawodów w skialpinizmie o Puchar Połonin. W 2007 r. odznaczony został przez Ministra Gospodarki i Turystyki Odznaką honorową „Za Zasługi dla Turystyki”, a w 2008 r. uhonorowany został Srebrnym Krzyżem Zasługi przez Prezydenta RP Lecha Kaczyńskiego. Był członkiem PTTK, członkiem honorowym PZA i prestiżowego Himalayan Club (do którego należał też Sir Edmund Hillary – zdobywca Mount Everestu). Zmarł po latach walki z chorobą Parkinsona.